# 白喉啄花鸟
白喉啄花鸟（学名：Dicaeum vincens），是啄花鸟科啄花鸟属的一种，为斯里兰卡的特有种。全球活动范围约为12,200平方千米。该物种的保护状况被评为近危。
白喉啄花鸟的栖息于亚热带或热带的湿润低地林。